# Еліезер Юдковський
Еліе́зер Шломо Юдковський / Юдковскі (англ. Eliezer Shlomo Yudkowsky; 11 вересня 1979) — американський блогер, письменник, футуролог, фахівець[джерело?] зі штучного інтелекту, дослідник проблем технологічної сингулярності. Підтримує створення дружнього штучного інтелекту. Юдковський живе в Берклі, Каліфорнія.

## Діяльність
Еліезер Юдковський відомий діяльністю в різних сферах.

### Наука
Юдковський є автодидактом (самоуком). Він не має формальної освіти в галузі штучного інтелекту і не навчався у ВНЗ.
Співзасновник та науковий співробітник Інституту Сингулярності по створенню Штучного Інтелекту (SIAI) .
Автор публікацій на тему штучного інтелекту. Досліджує ті конструкції штучного інтелекту, які здатні до саморозуміння, самомодифікації й рекурсивного самовдосконалення, а також такі архітектури штучного інтелекту, які будуть володіти стабільною та позитивною структурою мотивації (Дружній штучний інтелект).:420  До кола його наукових інтересів входить теорія прийняття рішень для задач самомодифікації та проблеми Newcomblike.
Крім дослідницької роботи відомий своїми науково-популярними поясненнями складних моделей мовою, доступною широкому колу читачів.

### Блогерство
Разом з Робіном Хансоном був одним один з провідних авторів блогу Overcoming Bias [Архівовано 26 січня 2012 у Wayback Machine.]. 
На початку 2009 року брав участь в організації блогу LessWrong, націленого на «розвиток раціональності людини та подолання когнітивних спотворень».:37. Після цього Overcoming Bias став особистим блогом Хансона. Матеріал, представлений на цих блогах, організований у вигляді ланцюжків постів, які змогли залучити тисячі читачів  — див. наприклад, ланцюжок «теорія розваг» [Архівовано 4 липня 2014 у Wayback Machine.].
LessWrong детально розглядався у Business Insider. На LessWrong посилались зі шпальт The Guardian. LessWrong фігурував у статтях, пов'язаних з технологічною сингулярістю та  Інституту Сингулярності по створенню Штучного Інтелекту. Крім того, згадувався в статтях про інтернет-монархістів та нео-реакціонерів.

### Фанфікшн
Написав кілька робіт з наукової фантастики, в яких він ілюструє деякі теми, пов'язані з когнітивною наукою та раціональністю. У неакадемічних колах здебільшого відомий як автор фанфіку про альтернативний розвиток подій у світі Гаррі Поттера «Гаррі Поттер і Методи Раціональності» (англ. Harry Potter and the Methods of Rationality), створений під ніком LessWrong. Дана історія намагається пояснити магічний світ Гаррі Поттера з позиції наукової парадигми, послуговуючись досягненнями когнітивної науки та методів раціонального мислення).

## Публікації

### Оригінал
- Creating Friendly AI [15] (2001)
- Levels of Organization in General Intelligence [16] (2002)
- Coherent Extrapolated Volition [17] (2004)
- Artificial Intelligence as a Positive and Negative Factor in Global Risk[18][19][20] (2008)
- Cognitive Biases Potentially Affecting Judgement of Global Risks[20][21][22] (2008)
- Timeless Decision Theory [Архівовано 19 липня 2014 у Wayback Machine.] [23][24] (2010)
- Complex Value Systems are Required to Realize Valuable Futures (2011)
- Tiling Agents for Self-Modifying AI, and the Löbian Obstacle [Архівовано 29 жовтня 2013 у Wayback Machine.] (2013)
- A Comparison of Decision Algorithms on Newcomblike Problems [Архівовано 7 травня 2015 у Wayback Machine.] (2013)
- An Intuitive Explanation of Bayes' Theorem [Архівовано 16 листопада 2013 у Wayback Machine.] [25](науково-популярна стаття).